# Brujas
Ne doit pas être confondu avec le hameau de Brujas à Vagnas (Ardèche).
Brujas, est une telenovela chilienne diffusée en 2005 par Canal 13.

## Distribution

### Cast
- Carolina Arregui - Beatriz González
- Jorge Zabaleta - Dante Ruíz Salazar / Soler Morales
- Osvaldo Laport - Vicente Soler Marquez / Fontaine Marquez
- Silvia Santelices - Rebeca Marquez
- Juan Falcón - Jason Estévez
- Leonardo Perucci - Humberto Fontaine
- Loreto Valenzuela - Mercedes Salazar
- Luis Gnecco - Leopoldo Quevedo
- Elena Muñoz - Hilda Cruz
- María Elena Swett - Cassandra García
- Ingrid Cruz - Gretel Schmidt Kaussel
- Lorena Capetillo - Noelia Fuentes
- Elvira López - Candelaria "Candela" Pérez
- Antonella Ríos - Mariana Carvajal

### Famille Sa-Sá
- Solange Lackington - Marta Elizabeth "Martuca" Salinas Concha
- Alejandro Trejo - Gregorio "Goyo" Sánchez
- Víctor Rojas - Jack "Don Jack" Salinas
- Héctor Morales - Byron Brendon Bries Sánchez Salinas
- Antonia Santa María - Sharon Janet Sánchez Salinas

### Famille Altamirano
- Teresita Reyes - Irene León
- Viviana Rodríguez - Josefina "Pepa" Altamirano León
- Guido Vecchiola - Benjamín Rivas
- Mariana Derderián - Macarena Altamirano León

### Famille Monárdez
- Remigio Remedy - Enrique Monárdez
- Paula Sharim - Angelina Contreras
- Gabriel Sepúlveda - José Tomás Contreras

### Famille Mainardi
- Julio Milostich - Fabián Mainardi
- Nicolás Poblete - Luciano Mainardi
- Carmen Gloria Bresky - María Inés "Nené" Fontecilla
- Muykuay Silva/Ivanna Tapia - Anastasia Mainardi Fontecilla

### Famille Arriagada
- Gabriel Prieto - Emilio Arriagada
- Magdalena Max-Neef - Montserrat Contreras
- Fernando Gómez-Rovira - Manuel Arriagada Contreras
- Salvador Sacur - Sebastián Arriagada Conteras
- Gabriela Medina - Elizabeth Donoso

### Apparitions spéciales
- María Elena Duvauchelle - Raquel Morales
- Alfredo Allende - Pablo Ossa
- Aldo Bernales - "Chueco" Carmona
- Verónica Santiago - Luz María
- María Olga Matte - Javiera
- Patricia Bustamante - Loreto
- Annie Murath - Karla
- Tommy Rey - Tommy Rey
- Serge Francois Soto - Inspector Campos
- Verónica González - Nancy
- Rodrigo Fernández - José Mora Morales
- Agustín Moya - Apostador
- Felipe Braun - Richard Zamora
- Luciano Cruz-Coke - Borja San Juan
- Diego Muñoz - Cristóbal Valderrama
- Nicolás Saavedra - Joaquín Mena
- Mariana Loyola - Lulú Rivera
- Claudia Burr - Adriana del Real
- Javiera Díaz de Valdés - Europa San Juan
- Paola Giannini - Karla Ulloa
- María José Prieto - Violeta López
- Carolina Varleta - Olivia Ulloa

## Diffusion internationale
- Canal 13: Lundi à vendredi aux 20h
- RCTV
- El Trece
- Teleamazonas
- Latinoamerica Television
- TNT
- Teletica
- Saeta TV Canal 10
- Panamericana Televisión
- Televisora Nacional
- Viva Platina
- TV Pasiones